# Nagyréde
Nagyréde è un comune dell'Ungheria di 3.370 abitanti (dati 2001). È situato nella contea di Heves.